# ومض (كتاب)
ومض هو الديوان الرابع للشاعر السعودي بدر بن عبد المحسن بن عبد العزيز آل سعود، صدرت الطبعة الأولى في عام 2010 

## نماذج من قصائد الديوان
| ومض (كتاب) | أكثر الناس حبا أقلهم شكوى.. لا بد أن نحب لنفعل ما لا نحب .. الحب ينهي الوقت ويشطبه .. ولكن ..لوقــــت | ومض (كتاب) |

| ومض (كتاب) | تقتلين الجياد تحتي .. وتتمنين غزواتي ! سهامك طائشة .. وأنا الهواء .. إن أردتِ قتلي : كم أود لو أُقتل من عـــيــنـــيَّ ! | ومض (كتاب) |